# Степаниха (Тигинский сельсовет)
Степаниха — деревня в Вожегодском районе Вологодской области.
Входит в состав Тигинского сельского поселения, с точки зрения административно-территориального деления — в Тигинский сельсовет.
Расстояние по автодороге до районного центра Вожеги — 21 км, до центра муниципального образования Гридино — 1 км. Ближайшие населённые пункты — Щеголиха, Малая, Левинская, Гридино, Песок, Никитинская, Лещевка.
По переписи 2002 года население — 67 человек (30 мужчин, 37 женщин). Всё население — русские.